# The Dark Phoenix Saga

Dark Phoenix

Dark Phoenix Saga (Truyền thuyết Phượng hoàng Bóng tối) là một tình tiết mở rộng của truyện X-Men trong loạt truyện tranh giả tưởng Marvel, lấy trọng tâm là Jean Grey và Phoenix Force, kết thúc bởi cái chết của Grey. Câu chuyện viết bởi Chris Claremont cùng tranh vẽ của Dave Cockrum và John Byrne.
Tình tiết này đôi khi được chia thành hai phần, gồm Phoenix Saga (X-Men [vol. 1] #101-108, 1976-1977) đề cập tới bản sao của Jean Grey sửa chữa khối pha lê M'Kraan, và Dark Phoenix Saga (X-Men [vol. 1] #129-138, 1980) nói về sự biến chất và hy sinh của cô. Đây là một trong những sự kiện nổi tiếng nhất và gây ấn tượng nhất của giới truyện tranh, và được đề cập tới với tính chất kinh điển.

## Tóm tắt
Sau khi Phoenix sửa chữa khối pha lê M'Kraan, nó tin rằng cách duy nhất giữ cho khối pha lê an toàn là tiếp tục sử dụng Jean làm vật chủ, và đặt khối pha lê bên trong mặt trời, nơi không một sinh vật sống nào tồn tại được trừ chính bản thân Phoenix. Sau khi làm xong công việc, Phoenix Force trở lại Trái Đất vẫn dưới hình dáng của Jean. Cô ta bắt đầu cảm nhận một sự khao khát những cảm xúc và quyền năng giống như đã trải qua trong khối pha lê. Sự khao khát đó khiến cô trở thành một con mồi béo bở cho Mastermind, kẻ đang muốn chứng tỏ bản thân để được gia nhập hội Inner Circle của Hellfire Club. Với sự giúp đỡ của thiết bị giam cầm trí óc do White Queen tạo ra, Mastermind (lấy bí danh là Jason Wyngrade) truyền những ảo giác thẳng vào tâm trí Jean Grey. Tin rằng mình là người tình ở thế kỷ 18 của hắn, Lady Grey, Phoenix chấp nhận gia nhập Hellfire Club với tên gọi Black Queen. Trong suốt giai đoạn bị điều khiển, Jean luôn tuyên bố mình biết chuyện gì đang xảy ra và không bị ai khống chế cả. Dưới tác dụng của những ảo ảnh và những ảo giác tạo ra để che lấp thân phận của chính Mastermind, cô ta luôn nói "Amuse yourself," (Tự tiêu khiển đi) với tất cả mọi người bất chấp những thủ thuật và năng lực của họ, bao gồm cả nhóm X-Men.

Jean Grey, hấp thu năng lực của Phoenix Force và biến thành Dark Phoenix. Hình của John Byrne.

Khi Mastermind giết hiện thân tâm linh của người yêu Jean Grey, Cyclops, hành động đó đã bẽ gãy sức khống chế tâm linh của hắn với cô ta và giải phóng năng lượng điên cuồng của Dark Phoenix. Các Dị nhân chiến đấu với Jean trong một trận chiến không cân sức, theo như cách cô ta nói "Các người chỉ làm được thế thôi ư?"
Trong trận chiến với nhóm X-Men, cô ta trải qua những cảm xúc mới, nhưng không thể hiểu được tại sao họ muốn có phần thể xác Jean Grey đến vậy, "Tình yêu" là một câu trả lời không chấp nhận được với cô. Sau khi đánh bại Cyclops, Jean bay vào không gian. Với khao khát thỏa mãn cơn đói, Dark Phoenix tạo ra một lỗ sâu (worm-hole) và di chuyển đến một thiên hà xa xôi. Không suy tính đến hậu quả, cô ta lao vào ngôi sao D'Bari và ăn ngấu nghiến năng lượng của nó, biến ngôi sao thành một hành tinh chết (nova) - hủy diệt hàng tỷ sinh mệnh vô tội. Dark Phoenix sau đó bị tấn công bởi tàu vũ trụ của người Shi'ar nhằm ngăn cô ta tàn phá những hành tinh khác. Dark Phoenix đánh bại đối thủ dễ dàng, nhưng họ đã kịp báo động đến Nữ hoàng Shi'ar Lilandra. Với sự liên hợp của các chủng tộc như Kree và Skrull, hội đồng đại diện đã kết luận rằng Dark Phoenix còn nguy hiểm hơn kẻ ăn thịt các hành tinh Galactus và phải bị tiêu diệt.
Tại Trái Đất, các Dị nhân có thêm sự gia nhập của một thành viên nhóm Avengers, và cũng là cựu thành viên của X-Men, Beast. Anh ta chế tạo ra một thiết bị có thể trung hòa năng lượng của Phoenix đủ lâu để khuất phục cô ta. Dark Phoenix trở lại Trái Đất, về lại nhà cũ của Jean, và bị tấn công lần nữa bởi các Dị nhân. Trong trận chiến tâm linh dữ dội của Jean với người thầy Charles Xavier, Beast đã cài được thiết bị ngắt (circuit-breakers) vào tâm trí cô ta, làm giảm năng lực của Phoenix xuống tới mức hợp lý và cho phép phần nhân tính của Jean Grey có thể tái kiểm soát, khống chế sự bộc phát hủy diệt của Dark Phoenix.

Phoenix nuốt chửng một ngôi sao, vô tình giết đi hàng tỷ người.

Người Shi'ar sau đó bắt giữ các Dị nhân, cho họ biết về tội diệt chủng của Dark Phoenix, và tuyên bố cô ta phải bị hành quyết vì điều đó. Xavier, người có quan hệ tình cảm với Nữ hoàng Shi'ar, thách thức Lilandra chấp nhận Arin'n Haelar, một kiểu chiến đấu tay đôi vì danh dự không thể từ chối. Sau khi hội ý với các đồng minh, về việc sắp xếp như thế nào để phần thắng thuộc về họ, Lilandra nhượng bộ đòi hỏi của Xavier.
Ngày kế tiếp, nhóm X-Men và các Vệ binh Shi'ar được chuyển tiếp đến Vùng Xanh của Mặt Trăng để bắt đầu cuộc chiến, kẻ thắng cuộc sẽ quyết định số phận của Jean. Các Vệ binh, đứng đầu bởi Gladiator, đã khuất phục tất cả các Dị nhân, chỉ còn lại Cyclops và Jean Grey. Khi một tia sét năng lượng lạc hướng trúng phải Cyclops, nỗi kinh hoàng của cô đã chống lại thiết bị ngắt được Xavier đặt trong tâm trí, và năng lực khủng khiếp của Phoenix một lần nữa trỗi dậy. Vào lúc này, Lilandra huỷ mọi sự tiếp cận và chuyển sang kế hoạch Omega, với ý đồ phá hủy Thái Dương hệ để tiêu diệt Dark Phoenix theo.
Những biến cố không ngờ liên tiếp xảy ra, khiến cho Xavier phải yêu cầu các Dị nhân chống lại Jean để Lilandra không ra tay. Toàn bộ nhóm bước vào cuộc chiến với Jean tới khi cô ta lấy lại được cảm xúc của mình. Phoenix chạy đến một hẻm núi trên Mặt Trăng để kích hoạt vũ khí của Kree và tự tan rã đi sau khi nói lời từ biệt với Cyclops. Anh ta về sau suy diễn ra rằng Jean đã lên kế hoạch tự sát từ lúc họ đổ bộ lên Mặt Trăng.
Tình tiết chủ chốt này chấm dứt với lời chú của Uatu the Watcher "Jean Grey có thể đã sống như một Đấng quyền năng, nhưng quan trọng nhất là cô ta đã chết như một con người."

## Tình tiết liên quan
- Inferno
- The Adventure of Cyclops and Phoenix
- The Future Adventure of Cyclops and Phoenix
- Phoenix: The Endsong
- Phoenix: The Warsong